# Persone di nome Daniel
| Questa pagina contiene informazioni ricavate automaticamente dalle voci biografiche con l'ausilio del template Bio e di un bot. L'aggiornamento è periodico e automatico e ricostruisce completamente la pagina. Se manca una persona in questa lista, sei pregato di non aggiungerla, ma accertati piuttosto che la sua voce biografica contenga il template Bio e che i dati anagrafici siano correttamente compilati. Se il template Bio manca, inseriscilo tu stesso o, in alternativa, metti l'avviso {{tmp\|Bio}} che ne segnala la mancanza. Se i dati riportati sono sbagliati, correggi direttamente la voce biografica; le modifiche saranno visibili in questa lista entro pochi giorni. Per chiarimenti vedi il progetto antroponimi. La lista contiene solo le 1.768 persone che sono citate nell'enciclopedia e per le quali è stato implementato correttamente il template Bio. Pagina aggiornata al 6 ago 2025. |

Questa è una lista di persone presenti nell'enciclopedia che hanno il nome Daniel, suddivise per attività principale.

## Alchimisti(1)
- Daniel Stolcius von Stolcenberg, alchimista, medico e astrologo boemo (Kuttenberg, n. 1600 - † 1660)

## Allenatori di calcio(49)
- Daniel Agger, allenatore di calcio e ex calciatore danese (Hvidovre, n. 1984)
- Daniel Ahmed, allenatore di calcio e ex calciatore argentino (Buenos Aires, n. 1965)
- Daniel Amokachi, allenatore di calcio e ex calciatore nigeriano (Kaduna, n. 1972)
- Daniel Toribio Aquino, allenatore di calcio e ex calciatore argentino (Chajarí, n. 1965)
- Daniel Berg Hestad, allenatore di calcio e ex calciatore norvegese (Molde, n. 1975)
- Daniel Bierofka, allenatore di calcio e ex calciatore tedesco (Monaco di Baviera, n. 1979)
- Daniel Boccar, allenatore di calcio belga (Liegi, n. 1960)
- Daniel Brinkmann, allenatore di calcio e ex calciatore tedesco (Horn-Bad Meinberg, n. 1986)
- Danny Butterfield, allenatore di calcio, dirigente sportivo e ex calciatore inglese (Boston, n. 1979)
- Dan Calichman, allenatore di calcio e ex calciatore statunitense (Huntington Station, n. 1968)
- Daniel Cousin, allenatore di calcio e ex calciatore gabonese (Libreville, n. 1977)
- Danny Coyne, allenatore di calcio e ex calciatore gallese (Prestatyn, n. 1973)
- Danny Cruz, allenatore di calcio, dirigente sportivo e ex calciatore statunitense (Petersburg, n. 1990)
- Dani Coelho, allenatore di calcio e ex calciatore portoghese (Barcelos, n. 1990)
- Daniel Farke, allenatore di calcio, dirigente sportivo e ex calciatore tedesco (Steinhausen an der Rottum, n. 1976)
- Daniel Garnero, allenatore di calcio e ex calciatore argentino (Lomas de Zamora, n. 1969)
- Don Givens, allenatore di calcio e ex calciatore irlandese (Limerick, n. 1949)
- Dani González, allenatore di calcio e ex calciatore spagnolo (Madrid, n. 1972)
- Daniel Guzmán, allenatore di calcio e ex calciatore messicano (Guadalajara, n. 1965)
- Daniel Halfar, allenatore di calcio e ex calciatore tedesco (Mannheim, n. 1988)
- Daniel Hasler, allenatore di calcio e ex calciatore liechtensteinese (Gamprin, n. 1974)
- Danny Hay, allenatore di calcio e ex calciatore neozelandese (Auckland, n. 1975)
- Daniel Demetrio Hernández, allenatore di calcio e ex calciatore statunitense (Tyler, n. 1976)
- Daniel Huss, allenatore di calcio e ex calciatore lussemburghese (Lussemburgo, n. 1979)
- Daniel Isăilă, allenatore di calcio e ex calciatore rumeno (Brașov, n. 1972)
- Daniel Jeandupeux, allenatore di calcio, ex calciatore e dirigente sportivo svizzero (Saint-Imier, n. 1949)
- Daniel Jurgeleit, allenatore di calcio e ex calciatore tedesco (Ratingen, n. 1963)
- Daniel Kraus, allenatore di calcio e ex calciatore tedesco (Lipsia, n. 1984)
- Daniel Leclercq, allenatore di calcio e calciatore francese (Trith-Saint-Léger, n. 1949 - Sainte-Luce, † 2019)
- Danny Maddix, allenatore di calcio e ex calciatore giamaicano (Ashford, n. 1967)
- Danny McLennan, allenatore di calcio e calciatore scozzese (Stirling, n. 1925 - Crail, † 2004)
- Daniel Oldrá, allenatore di calcio e ex calciatore argentino (Mendoza, n. 1967)
- Daniel Oprița, allenatore di calcio e ex calciatore rumeno (Drăgănești-Olt, n. 1981)
- Daniel Pancu, allenatore di calcio e ex calciatore rumeno (Iași, n. 1977)
- Dan Petrescu, allenatore di calcio e ex calciatore rumeno (Bucarest, n. 1967)
- Daniel Paulista, allenatore di calcio e ex calciatore brasiliano (Ribeirão Preto, n. 1982)
- Dani Poyatos, allenatore di calcio spagnolo (Barcellona, n. 1978)
- Danny Pugh, allenatore di calcio e ex calciatore inglese (Manchester, n. 1982)
- Daniel Ramos, allenatore di calcio e ex calciatore portoghese (Vila do Conde, n. 1970)
- Daniel Raschle, allenatore di calcio e ex calciatore svizzero (Posadas, n. 1963)
- Daniel Solsona, allenatore di calcio e ex calciatore spagnolo (Cornellà de Llobregat, n. 1952)
- Daniel Stendel, allenatore di calcio e ex calciatore tedesco (Francoforte sull'Oder, n. 1974)
- Daniel Tarone, allenatore di calcio e ex calciatore svizzero (Basilea, n. 1975)
- Daniel Thioune, allenatore di calcio e ex calciatore tedesco (Georgsmarienhütte, n. 1974)
- Daniel Timofte, allenatore di calcio e ex calciatore rumeno (Petrila, n. 1967)
- Daniel Viteri, allenatore di calcio e ex calciatore ecuadoriano (Guayaquil, n. 1981)
- Danny Vukovic, allenatore di calcio e ex calciatore australiano (Sydney, n. 1985)
- Danny Williams, allenatore di calcio e calciatore inglese (Maltby, n. 1924 - Newmarket, † 2019)
- Danny Wilson, allenatore di calcio e ex calciatore nordirlandese (Wigan, n. 1960)

## Allenatori di calcio a 5(2)
- Daniel Ibañes Caetano, allenatore di calcio a 5 e ex giocatore di calcio a 5 brasiliano (San Paolo, n. 1976)
- Daniel Rodríguez, allenatore di calcio a 5 e ex giocatore di calcio a 5 spagnolo (Jaén, n. 1978)

## Allenatori di hockey su ghiaccio(3)
- Daniel Bellissimo, allenatore di hockey su ghiaccio e ex hockeista su ghiaccio canadese (Toronto, n. 1984)
- Daniel Steiner, allenatore di hockey su ghiaccio e ex hockeista su ghiaccio svizzero (Berna, n. 1980)
- Dan Tudin, allenatore di hockey su ghiaccio, dirigente sportivo e ex hockeista su ghiaccio canadese (Orléans, n. 1978)

## Allenatori di pallacanestro(4)
- Daniel Beltramo, allenatore di pallacanestro argentino (n. 1970)
- Dan Hurley, allenatore di pallacanestro statunitense (Jersey City, n. 1973)
- Danny Manning, allenatore di pallacanestro e ex cestista statunitense (Hattiesburg, n. 1966)
- Daniel Miret, allenatore di pallacanestro spagnolo (Badalona, n. 1985)

## Allenatori di pallavolo(2)
- Daniel Castellani, allenatore di pallavolo e ex pallavolista argentino (Buenos Aires, n. 1961)
- Daniel Lewis, allenatore di pallavolo e ex pallavolista canadese (Oakville, n. 1976)

## Allenatori di sci alpino(2)
- Daniel Dorigo, allenatore di sci alpino e ex sciatore alpino italiano (n. 1977)
- Daniel Fischer, allenatore di sci alpino e ex sciatore alpino tedesco (n. 1985)

## Allenatori di tennis(2)
- Daniel Gimeno Traver, allenatore di tennis e tennista spagnolo (Valencia, n. 1985)
- Daniel Orsanic, allenatore di tennis e ex tennista argentino (Buenos Aires, n. 1968)

## Ammiragli(1)
- Daniel Callaghan, ammiraglio statunitense (San Francisco, n. 1890 - Guadalcanal, † 1942)

## Arbitri di calcio(4)
- Daniel Amabile, arbitro di calcio italiano (Valdagno, n. 1986)
- Daniel Frazer Bennett, arbitro di calcio sudafricano (Dewsbury, n. 1976)
- Daniel Siebert, arbitro di calcio tedesco (Berlino Est, n. 1984)
- Daniel Stefański, arbitro di calcio polacco (Bydgoszcz, n. 1977)

## Architetti(5)
- Daniel Burnham, architetto statunitense (Henderson, n. 1846 - Heidelberg, † 1912)
- Daniel Gittard, architetto francese (Blandy-les-Tours, n. 1625 - Parigi, † 1686)
- Daniel Heintz il Vecchio, architetto e scultore svizzero (Alagna Valsesia - Berna, † 1596)
- Daniel Libeskind, architetto polacco (Łódź, n. 1946)
- Daniel Marot, architetto, designer e incisore francese (Parigi, n. 1661 - L'Aia, † 1752)

## Arcivescovi cattolici(5)
- Daniel Mark Buechlein, arcivescovo cattolico statunitense (Jasper, n. 1938 - Saint Meinrad, † 2018)
- Daniel McGettigan, arcivescovo cattolico irlandese (Mevagh, n. 1815 - Armagh, † 1887)
- Daniel Murphy, arcivescovo cattolico irlandese (Belmont, n. 1815 - Low Head, † 1907)
- Daniel Murray, arcivescovo cattolico irlandese (Sheepwalk, n. 1768 - Dublino, † 1852)
- Daniel Edward Pilarczyk, arcivescovo cattolico statunitense (Dayton, n. 1934 - Cincinnati, † 2020)

## Arrampicatori(3)
- Daniel Andrada, arrampicatore spagnolo (Siviglia, n. 1975)
- Daniel Du Lac, arrampicatore francese (Montpellier, n. 1976)
- Daniel Woods, arrampicatore statunitense (Richardson, n. 1989)

## Artigiani(1)
- Daniel Peter, artigiano svizzero (Moudon, n. 1836 - Vevey, † 1919)

## Artisti(3)
- Dan Graham, artista e scrittore statunitense (Urbana, n. 1942 - New York, † 2022)
- Daniel Reeve, artista e cartografo neozelandese
- Daniel J. Sandin, artista statunitense (n. 1942)

## Artisti marziali(1)
- Daniel Pesina, artista marziale e attore statunitense (Chicago, n. 1959)

## Artisti marziali misti(8)
- Danny Castillo, artista marziale misto statunitense (San Francisco, n. 1979)
- Daniel Cormier, artista marziale misto e ex lottatore statunitense (Lafayette, n. 1979)
- Dan Hardy, artista marziale misto britannico (Nottingham, n. 1982)
- Dan Henderson, artista marziale misto e ex lottatore statunitense (Downey, n. 1970)
- Dan Hooker, artista marziale misto neozelandese (Auckland, n. 1990)
- Daniel Omielańczuk, artista marziale misto polacco (Sokołów Podlaski, n. 1982)
- Dan Severn, artista marziale misto e wrestler statunitense (Coldwater, n. 1958)
- Daniel Straus, artista marziale misto statunitense (Cincinnati, n. 1984)

## Assassini seriali(2)
- Daniel Barbosa, serial killer colombiano (Colombia, n. 1930 - Quito, † 1994)
- Danny Rolling, serial killer statunitense (Shreveport, n. 1954 - Starke, † 2006)

## Astisti(2)
- Danny Ecker, ex astista tedesco (Leverkusen, n. 1977)
- Daniel Horton, astista e triplista statunitense (New York, n. 1879 - New York, † 1954)

## Astronauti(5)
- Daniel Barry, ex astronauta statunitense (Norwalk, n. 1953)
- Daniel Brandenstein, ex astronauta statunitense (Watertown, n. 1943)
- Daniel Burbank, ex astronauta statunitense (Manchester, n. 1961)
- Daniel Bursch, ex astronauta e ingegnere statunitense (Bristol, n. 1957)
- Daniel Tani, ex astronauta statunitense (Ridley Park, n. 1961)

## Astronomi(5)
- Daniel Chalonge, astronomo e astrofisico francese (Grenoble, n. 1895 - Parigi, † 1977)
- Daniel Kirkwood, astronomo e matematico statunitense (Contea di Harford, n. 1814 - Riverside, † 1895)
- Daniel Matter, astronomo francese (n. 1957)
- Daniel Walter Morehouse, astronomo statunitense (Mankato, n. 1876 - Des Moines, † 1941)
- Daniel du Toit, astronomo sudafricano (Springfontein, n. 1917 - Bloemfontein, † 1959)

## Atleti paralimpici(1)
- Daniel Wagner, atleta paralimpico e snowboarder danese (Vejle, n. 1993)

## Attivisti(3)
- Dan Burros, attivista statunitense (New York, n. 1937 - Reading, † 1965)
- Daniel Domscheit-Berg, attivista tedesco (Wiesbaden, n. 1978)
- Daniel Wretström, attivista svedese (Municipalità di Salem, n. 1983 - Municipalità di Salem, † 2000)

## Autori di videogiochi(1)
- Dan Houser, autore di videogiochi britannico (Londra, n. 1973)

## Avvocati(1)
- Roland Michener, avvocato, diplomatico e politico canadese (Lacombe, n. 1900 - Toronto, † 1991)

## Bassi(1)
- Daniel Lewis Williams, basso statunitense (Billings, n. 1950 - † 2023)

## Batteristi(10)
- Daniel Adair, batterista e compositore canadese (Vancouver, n. 1975)
- Danny Carey, batterista statunitense (Lawrence, n. 1961)
- Danny Couto, batterista statunitense
- Daniel Erlandsson, batterista svedese (Malmö, n. 1976)
- Danny Gottlieb, batterista statunitense (New York City, n. 1953)
- Daniel Humair, batterista e compositore svizzero (Ginevra, n. 1938)
- Daniel Loeble, batterista svizzero (Zurigo, n. 1973)
- Danny Seraphine, batterista statunitense (Chicago, n. 1948)
- Daniel Svensson, batterista svedese (Göteborg, n. 1977)
- Daniel Woodgate, batterista britannico (Londra, n. 1960)

## Beatmaker(1)
- The Alchemist, beatmaker, produttore discografico e rapper statunitense (Beverly Hills, n. 1977)

## Biatleti(3)
- Daniel Böhm, biatleta tedesco (Clausthal-Zellerfeld, n. 1986)
- Daniel Graf, ex biatleta tedesco (Arnstadt, n. 1981)
- Daniel Mesotitsch, biatleta e fondista austriaco (Villaco, n. 1976)

## Bibliografi(1)
- Daniel Willard Fiske, bibliografo, linguista e scacchista statunitense (Ellisburg, n. 1831 - Francoforte sul Meno, † 1904)

## Biblisti(1)
- Daniel B. Wallace, biblista statunitense (n. 1952)

## Biochimici(2)
- Daniel Bovet, biochimico e esperantista svizzero (Neuchâtel, n. 1907 - Roma, † 1992)
- Daniel Koshland, biochimico statunitense (New York, n. 1920 - Walnut Creek, † 2007)

## Biologi(1)
- Daniel Nathans, biologo statunitense (Wilmington, n. 1928 - Baltimora, † 1999)

## Bobbisti(1)
- Dan Steele, ex bobbista e multiplista statunitense (Moline, n. 1969)

## Botanici(4)
- Daniel Isaac Axelrod, botanico e geologo statunitense (Brooklyn, n. 1910 - Davis, † 1998)
- Ernst Betche, botanico tedesco (Potsdam, n. 1851 - Sydney, † 1913)
- Daniel Oliver, botanico britannico (Newcastle upon Tyne, n. 1830 - Kew, † 1916)
- Daniel Carlsson Solander, botanico e medico svedese (Piteå, n. 1733 - Londra, † 1782)

## Canoisti(3)
- Daniel Collins, ex canoista australiano (Sydney, n. 1970)
- Daniel Havel, canoista ceco (Praga, n. 1991)
- Daniel Jędraszko, canoista polacco (Stettino, n. 1976)

## Canottieri(6)
- Daniel Barrow, canottiere statunitense (Yeadon, n. 1909 - Harrisburg, † 1993)
- Daniel Noonan, ex canottiere australiano (Warren, n. 1979)
- Daniel Parsons, canottiere canadese (Thunder Bay, n. 1977)
- Daniel Topolski, canottiere, giornalista e scrittore britannico (Londra, n. 1945 - Londra, † 2015)
- Daniel Walsh, canottiere statunitense (Norwalk, n. 1979)
- Dan Williamson, canottiere neozelandese (Auckland, n. 2000)

## Cantanti(20)
- Dan Black, cantante britannico (Buckinghamshire, n. 1976)
- Daniel Chan, cantante, compositore e attore cinese (Hong Kong, n. 1975)
- Daniel Diges, cantante, attore e conduttore televisivo spagnolo (Alcalá de Henares, n. 1981)
- Daniel Lemma, cantante etiope (Etiopia, n. 1970)
- Freebo, cantante e musicista statunitense
- Danny Gokey, cantante statunitense (Milwaukee, n. 1980)
- Daniel Jobim, cantante, compositore e pianista brasiliano (Rio de Janeiro, n. 1973)
- Daniel Johns, cantante, compositore e chitarrista australiano (Newcastle, n. 1979)
- Kang Daniel, cantante sudcoreano (Busan, n. 1996)
- Daniel Küblböck, cantante tedesco (Hutthurm, n. 1985 - Mare del Labrador, † 2018)
- Daniel Kvammen, cantante norvegese (Geilo, n. 1988)
- Daniel O'Donnell, cantante irlandese (Kincasslagh, n. 1961)
- Danny Ocean, cantante e produttore discografico venezuelano (Caracas, n. 1992)
- Orville Peck, cantante e polistrumentista sudafricano (Johannesburg, n. 1988)
- Dan Peek, cantante e musicista statunitense (Panama City, n. 1950 - Farmington, † 2011)
- Daniel Powter, cantante canadese (Vernon, n. 1971)
- Daniel Rostén, cantante e musicista svedese (n. 1977)
- Danny Saucedo, cantante svedese (Stoccolma, n. 1986)
- Daniel Schuhmacher, cantante e personaggio televisivo tedesco (Pfullendorf, n. 1987)
- Danny Worsnop, cantante e musicista britannico (Beverley, n. 1990)

## Cantautori(22)
- Dan Auerbach, cantautore e chitarrista statunitense (Akron, n. 1979)
- Daniel Balavoine, cantautore francese (Alençon, n. 1952 - Rharous, † 1986)
- Robbie Basho, cantautore e chitarrista statunitense (n. 1940 - † 1986)
- Daniel Bedingfield, cantautore britannico (Auckland, n. 1979)
- Christophe, cantautore francese (Juvisy-sur-Orge, n. 1945 - Brest, † 2020)
- Dan Fogelberg, cantautore, musicista e compositore statunitense (Peoria, n. 1951 - Deer Isle, † 2007)
- Daniel Gildenlöw, cantautore, polistrumentista e compositore svedese (Eskilstuna, n. 1973)
- Dan Hicks, cantautore e chitarrista statunitense (Little Rock, n. 1941 - Mill Valley, † 2016)
- Dan Hill, cantautore canadese (Toronto, n. 1954)
- Daniel Johnston, cantautore e pittore statunitense (Sacramento, n. 1961 - Waller, † 2019)
- Daniel Kajmakoski, cantautore macedone (Struga, n. 1983)
- Daniel Lavoie, cantautore canadese (Dunrea, n. 1949)
- Dan Ar Braz, cantautore e chitarrista francese (Quimper, n. 1949)
- Daniel Merriweather, cantautore australiano (Melbourne, n. 1982)
- Danny O'Donoghue, cantautore irlandese (Dublino, n. 1980)
- Dan Reynolds, cantautore, musicista e produttore discografico statunitense (Las Vegas, n. 1987)
- Daniel Sahuleka, cantautore indonesiano (Semarang, n. 1950)
- Dan Smith, cantautore britannico (Londra, n. 1986)
- Dan Sultan, cantautore e attore australiano (Williamstown, n. 1983)
- Daniel Tompkins, cantautore e produttore discografico britannico (Nottinghamshire, n. 1983)
- Daniel Viglietti, cantautore, compositore e chitarrista uruguaiano (Montevideo, n. 1939 - Montevideo, † 2017)
- Dan Wilson, cantautore, polistrumentista e produttore discografico statunitense (St. Louis Park, n. 1961)

## Cardinali(2)
- Daniel DiNardo, cardinale e arcivescovo cattolico statunitense (Steubenville, n. 1949)
- Daniel Fernando Sturla Berhouet, cardinale e arcivescovo cattolico uruguaiano (Montevideo, n. 1959)

## Cardiochirurghi(1)
- Daniel Hale Williams, cardiochirurgo statunitense (Hollidaysburg, n. 1856 - Idlewild, † 1931)

## Cavalieri(2)
- Daniel Bouckaert, cavaliere belga (Waregem, n. 1894 - Assebroek, † 1965)
- Daniel Deusser, cavaliere tedesco (n. 1981)

## Chimici(2)
- Daniel Rutherford, chimico britannico (Edimburgo, n. 1749 - Edimburgo, † 1819)
- Daniel Vorländer, chimico prussiano (Eupen, n. 1867 - Halle, † 1941)

## Chitarristi(7)
- Daniel Ash, chitarrista, cantante e cantautore britannico (Northampton, n. 1957)
- Daniel Cavanagh, chitarrista e cantante britannico (n. 1972)
- Dan Donegan, chitarrista statunitense (Oak Lawn, n. 1968)
- Daniel Fortea, chitarrista spagnolo (Benlloch, n. 1878 - Castellón de la Plana, † 1953)
- Daniel Hawkins, chitarrista inglese (Chertsey, n. 1976)
- Danny Kirwan, chitarrista e cantante britannico (Brixton, n. 1950 - Londra, † 2018)
- Dan Spitz, chitarrista statunitense (n. 1963)

## Ciclisti su strada(27)
- Daniel Arroyave, ciclista su strada colombiano (Yarumal, n. 2000)
- Daniel Atienza, ex ciclista su strada spagnolo (Moudon, n. 1974)
- Daniel Auer, ex ciclista su strada austriaco (Graz, n. 1994)
- Danny Clark, ex ciclista su strada e pistard australiano (Launceston, n. 1951)
- Daniel Clavero, ex ciclista su strada spagnolo (Madrid, n. 1968)
- Daniel Gisiger, ex ciclista su strada e pistard svizzero (Baccarat, n. 1954)
- Daniel Hoelgaard, ex ciclista su strada norvegese (Stavanger, n. 1993)
- Daniel Jaramillo, ex ciclista su strada colombiano (Jardín, n. 1991)
- Daniel Martin, ex ciclista su strada irlandese (Birmingham, n. 1986)
- Daniel Martínez, ciclista su strada colombiano (Bogotà, n. 1996)
- Daniel McLay, ciclista su strada britannico (Wellington, n. 1992)
- Daniel Moreno, ex ciclista su strada spagnolo (Madrid, n. 1981)
- Daniel Muñoz, ciclista su strada colombiano (San Rafael, n. 1996)
- Daniel Navarro, ex ciclista su strada spagnolo (Salamanca, n. 1983)
- Danny Nelissen, ex ciclista su strada olandese (Sittard, n. 1970)
- Daniel Oss, ciclista su strada e pistard italiano (Trento, n. 1987)
- Daniel Pearson, ciclista su strada britannico (Cardiff, n. 1994)
- Daniel Rossel, ex ciclista su strada e pistard belga (Uccle, n. 1960)
- Daniel Savini, ex ciclista su strada italiano (Reggio Emilia, n. 1997)
- Daniel Schnider, ex ciclista su strada svizzero (Hasle, n. 1973)
- Daniel Schorn, ex ciclista su strada austriaco (Zell am See, n. 1988)
- Daniel Sesma, ex ciclista su strada spagnolo (Pamplona, n. 1984)
- Daniel Steiger, ex ciclista su strada svizzero (Rickenbach, n. 1966)
- Daniel Teklehaimanot, ciclista su strada eritreo (Debarwa, n. 1988)
- Daniel Turek, ciclista su strada ceco (Lanškroun, n. 1993)
- Daniel Van Ryckeghem, ciclista su strada e ciclocrossista belga (Meulebeke, n. 1945 - Meulebeke, † 2008)
- Daniel Willems, ciclista su strada e dirigente sportivo belga (Herentals, n. 1956 - Vorselaar, † 2016)

## Comici(2)
- Dan Mintz, comico, scrittore e attore statunitense (Anchorage, n. 1981)
- Daniel Tosh, comico, conduttore televisivo e attore statunitense (Boppard, n. 1975)

## Compositori(20)
- Daniel Andres, compositore e musicista svizzero (Bienne, n. 1937)
- Daniel Auber, compositore francese (Caen, n. 1782 - Parigi, † 1871)
- Danny Bensi, compositore e musicista danese (Danimarca)
- Daniel Börtz, compositore svedese (Hässleholm, n. 1943)
- C418, compositore tedesco (Chemnitz, n. 1989)
- Daniel Dal Barba, compositore, violinista e cantante lirico italiano (Verona, n. 1715 - Verona, † 1801)
- Daniel Daniélis, compositore belga (Visé, n. 1635 - Vannes, † 1696)
- Daniel Eberlin, compositore e direttore d'orchestra tedesco (Norimberga, n. 1647 - Kassel, † 1715)
- Danny Elfman, compositore, cantante e attore statunitense (Los Angeles, n. 1953)
- Danny L Harle, compositore britannico (Londra, n. 1989)
- Daniel Ingram, compositore canadese (Vancouver, n. 1975)
- Daniel Licht, compositore e musicista statunitense (Detroit, n. 1957 - Topanga, † 2017)
- Danny Lux, compositore statunitense (n. 1969)
- Daniel Gregory Mason, compositore e critico musicale statunitense (Brookline, n. 1873 - Greenwich, † 1953)
- Daniel Pemberton, compositore britannico (n. 1977)
- Daniel Purcell, compositore e organista inglese (Londra, n. 1664 - Londra, † 1717)
- Daniel Rey, compositore, produttore discografico e chitarrista statunitense (New York)
- Daniel Alomía Robles, compositore e etnomusicologo peruviano (Huánuco, n. 1871 - Lima, † 1942)
- Daniel Schmidt, compositore statunitense
- Daniel Vuletic, compositore, musicista e cantante croato (Zagabria, n. 1970)

## Conduttori radiofonici(1)
- Dan Howell, conduttore radiofonico e youtuber inglese (Wokingham, n. 1991)

## Conduttori televisivi(2)
- Dan Bongino, conduttore televisivo, funzionario e politico statunitense (New York, n. 1974)
- Daniel Rodrigo Martins, conduttore televisivo e attore argentino (Buenos Aires, n. 1975)

## Costumisti(1)
- Danny Glicker, costumista statunitense

## Criminali(1)
- Daniel Nieto, criminale francese (Marsiglia, n. 1947)

## Critici letterari(1)
- Daniel Gillès, critico letterario e scrittore belga (Bruges, n. 1917 - † 1981)

## Cuochi(1)
- Daniel Boulud, cuoco francese (Saint-Pierre-de-Chandieu, n. 1955)

## Danzatori(4)
- Daniel Camargo, ballerino brasiliano (Sorocaba, n. 1991)
- Daniel Ezralow, ballerino, coreografo e attore statunitense (Los Angeles, n. 1956)
- Daniel Nagrin, ballerino, coreografo e insegnante statunitense (New York, n. 1917 - Tempe, † 2008)
- Daniel Spoerri, danzatore, coreografo e pittore rumeno (Galați, n. 1930 - Vienna, † 2024)

## Danzatori su ghiaccio(1)
- Daniel Ryan, danzatore su ghiaccio statunitense († 1961)

## Diplomatici(2)
- Daniel Fried, diplomatico statunitense (n. 1952)
- Dan Rooney, diplomatico e dirigente sportivo statunitense (Pittsburgh, n. 1932 - Pittsburgh, † 2017)

## Direttori d'orchestra(2)
- Daniel Harding, direttore d'orchestra britannico (Oxford, n. 1975)
- Daniel Oren, direttore d'orchestra israeliano (Tel Aviv, n. 1955)

## Direttori della fotografia(3)
- Danny Cohen, direttore della fotografia inglese (Londra, n. 1963)
- Daniel L. Fapp, direttore della fotografia statunitense (Kansas City, n. 1904 - Laguna Niguel, † 1986)
- Daniel Pearl, direttore della fotografia statunitense (New York, n. 1949)

## Dirigenti d'azienda(2)
- Daniel Shak, manager e giocatore di poker statunitense (New York, n. 1959)
- Daniel Willard, manager statunitense (Hartland, n. 1861 - Baltimora, † 1942)

## Dirigenti sportivi(7)
- Daniel Andersson, dirigente sportivo, allenatore di calcio e ex calciatore svedese (Lund, n. 1977)
- Daniel Baier, dirigente sportivo e ex calciatore tedesco (Colonia, n. 1984)
- Daniel Batista Lima, dirigente sportivo capoverdiano (Praia, n. 1964)
- Danny Ferry, dirigente sportivo e ex cestista statunitense (Baltimora, n. 1966)
- Daniel Kolář, dirigente sportivo e ex calciatore ceco (Praga, n. 1985)
- Daniel Passarella, dirigente sportivo, allenatore di calcio e ex calciatore argentino (Chacabuco, n. 1953)
- Dan Reeves, dirigente sportivo statunitense (New York, n. 1912 - New York, † 1971)

## Disc jockey(5)
- Dee Nasty, disc jockey, produttore discografico e rapper francese (Parigi, n. 1960)
- DJ Fresh, disc jockey britannico (Londra, n. 1977)
- Daniel Kandi, disc jockey e produttore discografico danese (Aalborg, n. 1983)
- Danny Tenaglia, disc jockey e produttore discografico statunitense (New York, n. 1961)
- Danny Avila, disc jockey e produttore discografico spagnolo (Marbella, n. 1995)

## Discoboli(2)
- Daniel Jasinski, discobolo tedesco (n. 1989)
- Daniel Ståhl, discobolo svedese (n. 1992)

## Doppiatori(3)
- Dan Hennessey, doppiatore e attore canadese (New Jersey, n. 1942 - Kitchener, † 2024)
- Danny Mann, doppiatore, animatore e sceneggiatore statunitense (Tennessee, n. 1951)
- Daniel Schlauch, doppiatore tedesco (Monaco di Baviera, n. 1982)

## Drammaturghi(1)
- Daniel Casper von Lohenstein, drammaturgo tedesco (Nimptsch, n. 1635 - Breslavia, † 1683)

## Economisti(2)
- Daniel Ellsberg, economista e attivista statunitense (Chicago, n. 1931 - Kensington, † 2023)
- Daniel McFadden, economista statunitense (Raleigh, n. 1937)

## Editori(1)
- A. J. Finn, editore e scrittore statunitense (New York, n. 1979)

## Entomologi(1)
- Daniel William Coquillett, entomologo statunitense (Pleasant Valley, n. 1856 - Atlantic City, † 1911)

## Esploratori(2)
- Daniel Boone, esploratore statunitense (Birdsboro, n. 1734 - Saint Louis, † 1820)
- Daniel Gooch, esploratore gallese (Denbigh, n. 1869 - Totton and Eling, † 1926)

## Filologi(1)
- Daniel Heinsius, filologo olandese (Gand, n. 1580 - Leida, † 1655)

## Filosofi(8)
- Daniel Bensaïd, filosofo, attivista e saggista francese (Tolosa, n. 1946 - Parigi, † 2010)
- Daniel Boëthius, filosofo svedese (Västerås, n. 1751 - Uppsala, † 1810)
- Daniel Defert, filosofo, sociologo e attivista francese (Avallon, n. 1937 - Parigi, † 2023)
- Daniel Dennett, filosofo e logico statunitense (Boston, n. 1942 - Portland, † 2024)
- Daniel A. Dombrowski, filosofo statunitense (Filadelfia, n. 1953)
- Daniel Innerarity, filosofo, saggista e giornalista spagnolo (Bilbao, n. 1959)
- Daniel Pinchbeck, filosofo, scrittore e pubblicista statunitense (n. 1966)
- Daniel Stoljar, filosofo australiano (n. 1967)

## Fisici(7)
- Daniel Amit, fisico e pacifista israeliano (Łódź, n. 1938 - Gerusalemme, † 2007)
- Daniel Gabriel Fahrenheit, fisico e inventore tedesco (Danzica, n. 1686 - L'Aia, † 1736)
- Daniel Freedman, fisico statunitense (Hartford, n. 1939)
- Daniel Hennequin, fisico francese (Lilla, n. 1961)
- Daniel Kastler, fisico francese (Colmar, n. 1926 - Bandol, † 2015)
- Dan Shechtman, fisico israeliano (Tel Aviv, n. 1941)
- Daniel Tsui, fisico cinese (Henan, n. 1939)

## Fondisti(4)
- Daniel Kuzmin, fondista israeliano (n. 1978)
- Dan Simoneau, ex fondista statunitense (Farmington, n. 1959)
- Daniel Stock, fondista norvegese (n. 1992)
- Daniel Tynell, ex fondista svedese (n. 1976)

## Fotografi(2)
- Daniel Arnold, fotografo statunitense (Milwaukee, n. 1980)
- Daniel Masclet, fotografo francese (Blois, n. 1892 - Parigi, † 1969)

## Fumettisti(6)
- Danny Antonucci, fumettista canadese (Toronto, n. 1957)
- Daniel Branca, fumettista argentino (Buenos Aires, n. 1951 - Buenos Aires, † 2005)
- Daniel Clowes, fumettista, grafico e sceneggiatore statunitense (Chicago, n. 1961)
- Daniel Cuello, fumettista e illustratore italiano (Córdoba, n. 1982)
- Daniel Goossens, fumettista francese (Salon-de-Provence, n. 1954)
- Daan Jippes, fumettista olandese (Amsterdam, n. 1945)

## Funzionari(1)
- Daniel Constantin, funzionario francese (Thonon-les-Bains, n. 1940)

## Generali(4)
- Daniel Harvey Hill, generale e scrittore statunitense (Hill's Iron Works, n. 1821 - Charlotte, † 1889)
- Daniel Morgan, generale e politico statunitense (Hampton, n. 1736 - Winchester, † 1802)
- Daniel Hermanus Pienaar, generale sudafricano (Ladybrand, n. 1893 - Kisumu, † 1942)
- Daniel Tyler, generale statunitense (Brooklyn, n. 1799 - New York, † 1882)

## Geologi(2)
- Daniel Moreau Barringer, geologo statunitense (Raleigh, n. 1860 - Filadelfia, † 1929)
- Daniel Bernoulli, geologo svizzero (Basilea, n. 1936)

## Gesuiti(3)
- Daniel Berrigan, gesuita, attivista e scrittore statunitense (Virginia, n. 1921 - New York, † 2016)
- Daniel Dajani, gesuita albanese (Blinisht, n. 1906 - Scutari, † 1946)
- Daniel Papebroch, gesuita, storico e diplomatista belga (Anversa, n. 1628 - Anversa, † 1714)

## Ginnasti(4)
- Ed Carmichael, ginnasta statunitense (Los Angeles, n. 1907 - Los Angeles, † 1960)
- Daniel Corral, ginnasta messicano (n. 1990)
- Daniel Keatings, ginnasta britannico (Kettering, n. 1990)
- Daniel Purvis, ex ginnasta britannico (Crosby, n. 1990)

## Giocatori di baseball(8)
- Daniel Bard, giocatore di baseball statunitense (Houston, n. 1985)
- Danny Duffy, giocatore di baseball statunitense (Goleta, n. 1988)
- Dan Haren, ex giocatore di baseball statunitense (Monterey Park, n. 1980)
- Daniel Hudson, giocatore di baseball statunitense (Lynchburg, n. 1987)
- Daniel Muno, giocatore di baseball statunitense (Long Beach, n. 1989)
- Daniel Murphy, ex giocatore di baseball statunitense (Jacksonville, n. 1985)
- Dan Serafini, ex giocatore di baseball statunitense (San Francisco, n. 1974)
- Danny Valencia, giocatore di baseball statunitense (Miami, n. 1984)

## Giocatori di biliardo(1)
- Daniel López, giocatore di biliardo argentino (Pergamino, n. 1966)

## Giocatori di calcio a 5(10)
- Daniel Aase, ex giocatore di calcio a 5 e ex calciatore norvegese (n. 1989)
- Daniel Armora, ex giocatore di calcio a 5 spagnolo (Barcellona, n. 1961)
- Gerardo Battistoni, giocatore di calcio a 5 argentino (Rosario, n. 1983)
- Daniel Bolívar, giocatore di calcio a 5 colombiano (Medellín, n. 1987)
- Daniel De Nichile, ex giocatore di calcio a 5 brasiliano (San Paolo, n. 1976)
- Daniel Dichiaro, ex giocatore di calcio a 5 argentino (n. 1969)
- Daniel Giasson, ex giocatore di calcio a 5 brasiliano (Caxias do Sul, n. 1987)
- Daniel Knowlen, ex giocatore di calcio a 5 costaricano (n. 1963)
- Daniel Tejada, giocatore di calcio a 5 guatemalteco (n. 1986)
- Daniel Varela, ex giocatore di calcio a 5 uruguaiano (n. 1969)

## Giocatori di curling(2)
- Daniel Magnusson, giocatore di curling svedese (Karlstad, n. 2000)
- Daniel Müller, giocatore di curling svizzero (n. 1965)

## Giocatori di poker(5)
- Daniel Alaei, giocatore di poker statunitense (n. 1984)
- Daniel Colman, giocatore di poker statunitense (Holden, n. 1990)
- Dan Heimiller, giocatore di poker statunitense (n. 1962)
- Daniel Negreanu, giocatore di poker canadese (Toronto, n. 1974)
- Dan Schreiber, giocatore di poker statunitense (Troy, n. 1985)

## Giocatori di snooker(1)
- Daniel Wells, giocatore di snooker gallese (Neath, n. 1988)

## Giornalisti(10)
- Daniel Bravo, commentatore televisivo e ex calciatore francese (Tolosa, n. 1963)
- Daniel De Leon, giornalista, politico e sindacalista statunitense (Curaçao, n. 1852 - New York, † 1914)
- Daniel Glattauer, giornalista e scrittore austriaco (Vienna, n. 1960)
- Daniel Johnson, giornalista britannico (n. 1957)
- Daniel Pearl, giornalista statunitense (Princeton, n. 1963 - Karachi, † 2002)
- Dan Peterson, giornalista, commentatore televisivo e allenatore di pallacanestro statunitense (Evanston, n. 1936)
- Daniel Pipes, giornalista, scrittore e politologo statunitense (Boston, n. 1949)
- Dan Rather, giornalista statunitense (Wharton, n. 1931)
- Daniel Schneidermann, giornalista e blogger francese (Parigi, n. 1958)
- Daniel Tállayi, giornalista, editore e politico slovacco (Levoča, n. 1760 - Presburgo, † 1816)

## Giuristi(4)
- Daniel Borrillo, giurista argentino (Buenos Aires, n. 1961)
- Daniel Nettelbladt, giurista tedesco (Rostock, n. 1719 - Halle, † 1791)
- Daniel Paul Schreber, giurista e scrittore tedesco (Lipsia, n. 1842 - Lipsia, † 1911)
- Daniel Burley Woolfall, giurista e dirigente sportivo britannico (Blackburn, n. 1852 - † 1918)

## Golfisti(2)
- Danny Willett, golfista britannico (Sheffield, n. 1987)
- Ned Sawyer, golfista statunitense (Pine Island, n. 1882 - Clarendon Hills, † 1937)

## Hockeisti su ghiaccio(30)
- Daniel Alfredsson, ex hockeista su ghiaccio svedese (Göteborg, n. 1972)
- Dan Boyle, hockeista su ghiaccio canadese (Ottawa, n. 1976)
- Daniel Brière, ex hockeista su ghiaccio canadese (Gatineau, n. 1977)
- Daniel Catenacci, hockeista su ghiaccio canadese (Richmond Hill, n. 1993)
- Daniel Cleary, ex hockeista su ghiaccio canadese (Carbonear, n. 1978)
- Daniel Fabris, ex hockeista su ghiaccio italiano (Bolzano, n. 1989)
- Daniel Fascinato, ex hockeista su ghiaccio canadese (Guelph, n. 1961)
- Daniel Fernholm, hockeista su ghiaccio svedese (Stoccolma, n. 1983)
- Daniel Frank, hockeista su ghiaccio italiano (Merano, n. 1994)
- Dan Girardi, hockeista su ghiaccio canadese (Welland, n. 1984)
- Dan Hamhuis, hockeista su ghiaccio canadese (Toronto, n. 1982)
- Dany Heatley, ex hockeista su ghiaccio canadese (Friburgo in Brisgovia, n. 1981)
- Daniel Maffia, ex hockeista su ghiaccio italiano (Bolzano, n. 1993)
- Daniel Mantenuto, hockeista su ghiaccio canadese (Thornhill, n. 1997)
- Daniel Manzato, hockeista su ghiaccio svizzero (Friburgo, n. 1984)
- Dan McKinnon, hockeista su ghiaccio statunitense (Williams, n. 1922 - Grand Forks, † 2017)
- Daniel Morandell, ex hockeista su ghiaccio italiano (Bolzano, n. 1995)
- Daniel Paille, ex hockeista su ghiaccio canadese (Welland, n. 1984)
- Daniel Paur, ex hockeista su ghiaccio italiano (Bolzano, n. 1979)
- Daniel Pegoraro, ex hockeista su ghiaccio canadese (Toronto, n. 1984)
- Daniel Peruzzo, ex hockeista su ghiaccio e preparatore atletico italiano (Bolzano, n. 1985)
- Daniel Rahimi, hockeista su ghiaccio svedese (Umeå, n. 1987)
- Daniel Schnyder, ex hockeista su ghiaccio svizzero (Zurigo, n. 1985)
- Danny Schock, hockeista su ghiaccio canadese (Terrace Bay, n. 1948 - Richmond, † 2017)
- Daniel Sedin, ex hockeista su ghiaccio svedese (Örnsköldsvik, n. 1980)
- Daniel Sullivan, ex hockeista su ghiaccio canadese (Scarborough, n. 1987)
- Daniel Tedesco, hockeista su ghiaccio canadese (Maple, n. 1993)
- Daniel Tjärnqvist, ex hockeista su ghiaccio svedese (Umeå, n. 1976)
- Daniel Welser, ex hockeista su ghiaccio austriaco (Klagenfurt, n. 1983)
- Daniel Zaar, hockeista su ghiaccio svedese (Helsingborg, n. 1994)

## Hockeisti su pista(2)
- Daniel do Carmo Oliveira, hockeista su pista portoghese (Vila Nova de Gaia, n. 1989)
- Daniel Martinazzo, hockeista su pista e dirigente sportivo argentino (San Juan, n. 1958)

## Imprenditori(13)
- Daniel Angelici, imprenditore, avvocato e dirigente sportivo argentino (Buenos Aires, n. 1964)
- Danny Biasone, imprenditore italiano (Miglianico, n. 1909 - Syracuse, † 1992)
- Daniel Borel, imprenditore svizzero (Neuchâtel, n. 1950)
- Daniel Dantas, imprenditore e banchiere brasiliano (Salvador, n. 1954)
- Daniel Ek, imprenditore svedese (Stoccolma, n. 1983)
- Daniel Guggenheim, imprenditore e filantropo statunitense (Filadelfia, n. 1856 - Port Washington, † 1930)
- Daniel Křetínský, imprenditore e avvocato ceco (Brno, n. 1975)
- Daniel Levy, imprenditore e dirigente sportivo britannico (Essex, n. 1962)
- Danny Porush, imprenditore statunitense (Lawrence, n. 1957)
- Daniel Puder, imprenditore, ex wrestler e ex artista marziale misto statunitense (Cupertino, n. 1981)
- Daniel Snyder, imprenditore e dirigente sportivo statunitense (Silver Spring, n. 1964)
- Daniel Swarovski, imprenditore e inventore austriaco (Georgenthal bei Gablonz, n. 1862 - Wattens, † 1956)
- Daniel Tardy, imprenditore e dirigente d'azienda francese (Rouen, n. 1934)

## Informatici(2)
- Daniel Glazman, programmatore francese (n. 1967)
- Daniel Robbins, informatico statunitense

## Ingegneri(6)
- Daniel Bigham, ingegnere, ex pistard e ciclista su strada britannico (Newcastle-under-Lyme, n. 1991)
- Daniel Goldin, ingegnere statunitense (New York, n. 1940)
- Daniel Gooch, ingegnere meccanico inglese (Bedlington, n. 1816 - Windsor, † 1889)
- Daniel Kinnear Clark, ingegnere meccanico inglese (Edimburgo, n. 1822 - Londra, † 1896)
- Daniel Martínez, ingegnere e politico uruguaiano (Montevideo, n. 1957)
- Daniel von Salis-Soglio, ingegnere e militare svizzero (Coira, n. 1826 - Coira, † 1919)

## Inventori(1)
- Daniel Wesson, inventore e imprenditore statunitense (Worcester, n. 1825 - Springfield, † 1906)

## Judoka(3)
- Daniel Cargnin, judoka brasiliano (n. 1997)
- Daniel García González, judoka andorrano (Andorra la Vella, n. 1984)
- Daniel Kelly, judoka e artista marziale misto australiano (Melbourne, n. 1977)

## Kickboxer(1)
- Daniel Ghiță, kickboxer e politico romeno (Bucarest, n. 1981)

## Lessicografi(1)
- Daniel Sanders, lessicografo tedesco (Strelitz, n. 1819 - Strelitz, † 1897)

## Linguisti(3)
- Daniel Everett, linguista, antropologo e docente statunitense (Holtville, n. 1951)
- Daniel Jones, linguista britannico (Londra, n. 1881 - Gerrards Cross, † 1967)
- Daniel Sivan, linguista israeliano (Casablanca, n. 1949)

## Liutisti(1)
- Daniel Bacheler, liutista e compositore inglese (Aston Clinton, n. 1572 - † 1618)

## Lottatori(9)
- Daniel Aceves, ex lottatore messicano (Città del Messico, n. 1964)
- Daniel Aleksandrov, lottatore bulgaro (Dupnica, n. 1991)
- Daniel Cataraga, lottatore moldavo (n. 1995)
- Daniel Chomanič, lottatore slovacco (n. 1999)
- Dan Gable, ex lottatore statunitense (Waterloo, n. 1948)
- Daniel Gastl, lottatore austriaco (Innsbruck, n. 1993)
- Daniel Grégorich, lottatore cubano (n. 1996)
- Daniel McDonald, lottatore e nuotatore canadese (Toronto, n. 1908 - Toronto, † 1979)
- Daniel Robin, lottatore francese (Bron, n. 1943 - Longueuil, † 2018)

## Lunghisti(4)
- Dan Bramble, lunghista britannico (Chesterfield, n. 1990)
- Dan Frank, lunghista statunitense (Boston, n. 1882 - New York, † 1965)
- Daniel Kelly, lunghista statunitense (Pueblo, n. 1883 - Fernie, † 1920)
- Daniel Pineda, lunghista cileno (Talcahuano, n. 1985)

## Mafiosi(2)
- Daniel Leo, mafioso statunitense (Rockleigh, n. 1941)
- Daniel Pagano, mafioso statunitense (New York, n. 1953)

## Magistrati(2)
- Daniel Morar, magistrato e giudice rumeno (Luduș, n. 1966)
- Daniel David Ntanda Nsereko, giudice ugandese (Masaka, n. 1941)

## Maratoneti(4)
- Daniel Kiprop Limo, maratoneta e mezzofondista keniota (n. 1983)
- Daniel Muriuki, ex maratoneta keniota (n. 1977)
- Daniel Mwangi, maratoneta keniota (n. 1984)
- Daniel Rono, ex maratoneta keniota (n. 1978)

## Marciatori(3)
- Daniel Bautista, ex marciatore messicano (El Salado, n. 1952)
- Daniel García, marciatore messicano (Città del Messico, n. 1971)
- Daniel Plaza, ex marciatore spagnolo (Barcellona, n. 1966)

## Matematici(8)
- Daniel Bernoulli, matematico e fisico svizzero (Groninga, n. 1700 - Basilea, † 1782)
- Daniel J. Bernstein, matematico e informatico statunitense (East Patchogue, n. 1971)
- Daniel Goldston, matematico statunitense (Oakland, n. 1954)
- Daniel Gorenstein, matematico statunitense (Boston, n. 1923 - † 1992)
- Daniel Huber, matematico e astronomo svizzero (Basilea, n. 1768 - † 1829)
- Daniel Lewin, matematico, militare e programmatore statunitense (Denver, n. 1970 - New York, † 2001)
- Daniel Quillen, matematico statunitense (Orange, n. 1940 - San Francisco, † 2011)
- Daniel Schwenter, matematico, inventore e poeta tedesco (Norimberga, n. 1585 - † 1636)

## Mecenati(1)
- Daniel Iffla, mecenate francese (Bordeaux, n. 1825 - Parigi, † 1907)

## Medici(3)
- Daniel Carleton Gajdusek, medico statunitense (Yonkers, n. 1923 - Tromsø, † 2008)
- Daniel Koch, medico e epidemiologo svizzero (n. 1955)
- Daniel Mojon, medico svizzero (Berna, n. 1963)

## Mercanti d'arte(1)
- Daniel Nys, mercante d'arte fiammingo (Wesel, n. 1572 - Londra, † 1647)

## Mezzofondisti(5)
- Daniel Ebenyo, mezzofondista keniota (Baragoi, n. 1995)
- Daniel Komen, ex mezzofondista keniota (Mwen, n. 1976)
- Daniel Kipchirchir Komen, ex mezzofondista e maratoneta keniota (n. 1984)
- Daniel Mateiko, mezzofondista keniota (n. 1998)
- Daniel Lemashon Salel, ex mezzofondista keniota (n. 1990)

## Militari(2)
- Daniel Rudolf Anrig, ufficiale e poliziotto svizzero (Walenstadt, n. 1972)
- Daniel Shays, ufficiale e rivoluzionario statunitense (Hopkinton, n. 1747 - Sparta, † 1825)

## Mimi(1)
- Daniel Richter, mimo, alpinista e attore statunitense (Darien, n. 1939)

## Missionari(1)
- Daniel Gravius, missionario e linguista olandese (Dordrecht, n. 1616 - Middelburg, † 1681)

## Modelli(1)
- Daniel Pimentel, modello brasiliano (n. 1987)

## Montatori(2)
- Daniel P. Hanley, montatore statunitense (n. 1955)
- Daniel Mandell, montatore statunitense (New York, n. 1895 - Huntington Beach, † 1987)

## Multiplisti(2)
- Daniel Golubovic, multiplista australiano (Torrance, n. 1993)
- Dan O'Brien, ex multiplista statunitense (Portland, n. 1966)

## Musicisti(10)
- Caribou, musicista canadese (Hamilton, n. 1978)
- Gaudi, musicista, compositore e produttore discografico italiano (Bologna, n. 1963)
- Daniel Givens, musicista statunitense
- Daniel Jones, musicista australiano (Southend-on-Sea, n. 1973)
- Danny Jones, musicista britannico (Bolton, n. 1986)
- Dan Nigro, musicista, paroliere e produttore discografico statunitense (Long Island, n. 1982)
- Oneohtrix Point Never, musicista statunitense (Wayland, n. 1982)
- Daniel Santos, musicista portoricano (San Juan, n. 1916 - Ocala, † 1992)
- Dan Stuart, musicista statunitense (Los Angeles, n. 1961)
- Vrangsinn, musicista e poeta norvegese (Sandnes, n. 1974)

## Nobili(1)
- Daniel le Pelley, nobile (n. 1694 - † 1752)

## Nuotatori(9)
- Daniel Delgadillo, nuotatore messicano (San Luis Potosí, n. 1989)
- Dan Harrigan, ex nuotatore statunitense (South Bend, n. 1955)
- Daniel Jervis, nuotatore britannico (Neath, n. 1996)
- Dan Ketchum, ex nuotatore statunitense (Cincinnati, n. 1981)
- Daniel Kowalski, ex nuotatore australiano (Singapore, n. 1975)
- Daniel Martin, nuotatore rumeno (Bucarest, n. 2000)
- Dan Veatch, ex nuotatore statunitense (Potomac, n. 1965)
- Daniel Wallace, ex nuotatore britannico (Edimburgo, n. 1993)
- Daniel Wiffen, nuotatore irlandese (Leeds, n. 2001)

## Organisti(2)
- Daniel Chorzempa, organista, clavicembalista e compositore statunitense (Minneapolis, n. 1944 - Firenze, † 2023)
- Daniel Roth, organista, compositore e insegnante francese (Mulhouse, n. 1942)

## Orientalisti(1)
- Daniel Gimaret, orientalista e islamista francese (Saint-Didier-sur-Chalaronne, n. 1933)

## Orientisti(1)
- Daniel Hubmann, orientista svizzero (Eschlikon, n. 1983)

## Orologiai(2)
- Daniel Delander, orologiaio inglese († 1733)
- Daniel Quare, orologiaio inglese (Somerset - Croydon, † 1724)

## Ostacolisti(3)
- Danny Harris, ex ostacolista statunitense (Torrance, n. 1965)
- Dan Kinsey, ostacolista statunitense (Saint Louis, n. 1902 - Richmond, † 1970)
- Daniel Roberts, ostacolista statunitense (Atlanta, n. 1997)

## Pallamanisti(3)
- Gerrie Eijlers, ex pallamanista olandese (Amsterdam, n. 1980)
- Daniel Narcisse, ex pallamanista francese (Saint-Denis, n. 1979)
- Daniel Sarmiento Melián, ex pallamanista spagnolo (n. 1983)

## Pallanuotisti(4)
- Daniel Ballart, pallanuotista spagnolo (Barcellona, n. 1973)
- Daniel López Pinedo, ex pallanuotista spagnolo (Barcellona, n. 1980)
- Daniel Presciutti, pallanuotista italiano (Tivoli, n. 1996)
- Daniel Sili, pallanuotista brasiliano (n. 1930 - Rio de Janeiro, † 2022)

## Pallavolisti(5)
- Daniel Howard, pallavolista australiano (Kingscote, n. 1976)
- Daniel McDonnell, pallavolista statunitense (Glendale, n. 1988)
- Daniel Pliński, ex pallavolista polacco (Puck, n. 1978)
- Daniel Starkey, ex pallavolista statunitense (Round Lake, n. 1993)
- Daniel Tublin, pallavolista statunitense (Pittsburgh, n. 1992)

## Patrioti(1)
- Daniel Jaroslav Bórik, patriota e pastore protestante slovacco (Sobotište, n. 1814 - Domaniža, † 1899)

## Pattinatori artistici a rotelle(1)
- Daniel Morandin, pattinatore artistico a rotelle italiano (Savona, n. 1988)

## Pattinatori artistici su ghiaccio(2)
- Daniel Grassl, pattinatore artistico su ghiaccio italiano (Merano, n. 2002)
- Daniel Samohin, ex pattinatore artistico su ghiaccio israeliano (Tel Aviv, n. 1998)

## Pattinatori di velocità in-line(1)
- Daniel Niero, pattinatore di velocità in-line e pattinatore di velocità su ghiaccio italiano (Mirano, n. 1996)

## Pattinatori di velocità su ghiaccio(2)
- Dan Immerfall, ex pattinatore di velocità su ghiaccio statunitense (Madison, n. 1955)
- Dan Jansen, ex pattinatore di velocità su ghiaccio statunitense (West Allis, n. 1965)

## Pentatleti(1)
- Daniel Esposito, pentatleta australiano (n. 1963)

## Personaggi televisivi(2)
- Daniel Ducruet, personaggio televisivo e cantante francese (Beausoleil, n. 1964)
- Dan Wells, personaggio televisivo e attore statunitense (Contea di Orange, n. 1973)

## Pesisti(1)
- Daniel Taylor, pesista statunitense (n. 1982)

## Pianisti(4)
- Daniel Barenboim, pianista e direttore d'orchestra argentino (Buenos Aires, n. 1942)
- Daniel Blumenthal, pianista e docente tedesco (Landstuhl, n. 1952)
- Daniel Levy, pianista, scrittore e educatore argentino (Buenos Aires, n. 1947)
- Daniel Steibelt, pianista e compositore tedesco (Berlino, n. 1765 - San Pietroburgo, † 1823)

## Piloti automobilistici(16)
- Daniel Abt, ex pilota automobilistico tedesco (Kempten, n. 1992)
- Dani Clos, pilota automobilistico spagnolo (Barcellona, n. 1988)
- Dan Gurney, pilota automobilistico statunitense (Port Jefferson, n. 1931 - Newport Beach, † 2018)
- Daniel Harper, pilota automobilistico britannico (Hillsborough, n. 2000)
- Daniel Juncadella, pilota automobilistico spagnolo (Barcellona, n. 1991)
- Danny Kladis, pilota automobilistico statunitense (Crystal City, n. 1917 - Joliet, † 2009)
- Daniel Mancinelli, pilota automobilistico italiano (San Severino Marche, n. 1988)
- Danny Ongais, pilota automobilistico statunitense (Kahului, n. 1942 - Anaheim Hills, † 2022)
- Daniel Ricciardo, ex pilota automobilistico australiano (Perth, n. 1989)
- Daniel Serra, pilota automobilistico brasiliano (San Paolo, n. 1984)
- Danny Sullivan, pilota automobilistico statunitense (Louisville, n. 1950)
- Daniel Suárez, pilota automobilistico messicano (Monterrey, n. 1992)
- Patrick Tambay, pilota automobilistico, telecronista sportivo e politico francese (Parigi, n. 1949 - Nizza, † 2022)
- Dan Ticktum, pilota automobilistico britannico (Londra, n. 1999)
- Dan Wheldon, pilota automobilistico britannico (Emberton, n. 1978 - Las Vegas, † 2011)
- Daniel Zampieri, pilota automobilistico italiano (Roma, n. 1990)

## Piloti di rally(4)
- Daniel Barritt, copilota di rally britannico (Burnley, n. 1980)
- Daniel Carlsson, ex pilota di rally svedese (Säffle, n. 1976)
- Daniel Elena, copilota di rally monegasco (Principato di Monaco, n. 1972)
- Daniel Sordo, pilota di rally spagnolo (Torrelavega, n. 1983)

## Piloti motociclistici(10)
- Daniel Amatriaín, pilota motociclistico spagnolo (Barcellona, n. 1966)
- Daniel Arcas, pilota motociclistico spagnolo (Barcellona, n. 1990)
- Daniel Holgado, pilota motociclistico spagnolo (Sant Vicent del Raspeig, n. 2005)
- Daniel Kartheininger, pilota motociclistico tedesco (Memmingen, n. 1992)
- Dan Linfoot, pilota motociclistico britannico (Harrogate, n. 1988)
- Daniel Oliver Bultó, pilota motociclistico spagnolo (Barcellona, n. 1976)
- Daniel Pedrosa, pilota motociclistico spagnolo (Sabadell, n. 1985)
- Daniel Sáez, pilota motociclistico spagnolo (Almoradí, n. 1985)
- Daniel Sanders, pilota motociclistico australiano (n. 1994)
- Danny Webb, pilota motociclistico britannico (Royal Tunbridge Wells, n. 1991)

## Pirati(1)
- Daniel Montbars, pirata francese (n. 1645)

## Pistard(9)
- Daniel Babor, pistard e ciclista su strada ceco (Beroun, n. 1999)
- Daniel Becke, ex pistard tedesco (Erfurt, n. 1978)
- Daan van Dijk, pistard olandese (L'Aia, n. 1907 - L'Aia, † 1986)
- Daniel Goens, ex pistard belga (Bruxelles, n. 1948)
- Daniel Kreutzfeldt, ex pistard e ex ciclista su strada danese (Roskilde, n. 1987)
- Daniel Morelon, ex pistard francese (Bourg-en-Bresse, n. 1944)
- Daniel Rebillard, ex pistard e ciclista su strada francese (Tournan-en-Brie, n. 1948)
- Daniel Rochna, pistard polacco (n. 1999)
- Daniel Staniszewski, ex pistard e ex ciclista su strada polacco (Ciechanów, n. 1997)

## Pittori(12)
- Daniel Buren, pittore e scultore francese (Boulogne-Billancourt, n. 1938)
- Daniel Chodowiecki, pittore e incisore tedesco (Danzica, n. 1726 - Berlino, † 1801)
- Daniel Mijtens II, pittore e disegnatore olandese (L'Aia, n. 1644 - L'Aia, † 1688)
- Daniel van den Dyck, pittore e incisore fiammingo (Anversa, n. 1610 - Mantova, † 1670)
- Daniel Garber, pittore statunitense (North Manchester, n. 1880 - Cuttalossa, † 1958)
- Daniel van Heil, pittore fiammingo (Bruxelles, n. 1604 - Bruxelles, † 1662)
- Daniel Ridgway Knight, pittore statunitense (Chambersburg, n. 1839 - Parigi, † 1924)
- Daniel Hernández Morillo, pittore peruviano (Salcabamba, n. 1856 - Lima, † 1932)
- Daniel Schinasi, pittore italiano (Alessandria d'Egitto, n. 1933 - Nizza, † 2021)
- Daniel Seghers, pittore fiammingo (Anversa, n. 1590 - Anversa, † 1661)
- Daniel Seiter, pittore austriaco (Vienna - Torino, † 1705)
- Daniel Vertangen, pittore e disegnatore olandese (Amsterdam, n. 1601 - Amsterdam, † 1681)

## Poeti(5)
- Daniel Czepko, poeta e mistico tedesco (Koischwitz, n. 1605 - Wohlau, † 1660)
- Daniel Filipe, poeta, giornalista e scrittore capoverdiano (Boa Vista, n. 1925 - Lisbona, † 1964)
- Daniel Naborowski, poeta e scrittore polacco (Cracovia - Vilnius)
- Daniel Skatar, poeta e procuratore sportivo croato (Capodistria)
- Daniel Varujan, poeta armeno (Perknik, n. 1884 - Çankırı, † 1915)

## Polistrumentisti(3)
- Daniel Blumberg, polistrumentista e cantante inglese (Londra, n. 1990)
- Danny Lohner, polistrumentista statunitense (Corpus Christi, n. 1970)
- Danny Thompson, polistrumentista inglese (Teignmouth, n. 1939)

## Predicatori(1)
- Daniel Parker, predicatore e politico statunitense (Contea di Culpeper, n. 1781 - Contea di Anderson, † 1844)

## Presbiteri(4)
- Daniel Balditarra, presbitero e scrittore argentino (Trenque Lauquen, n. 1957)
- Daniel Brottier, presbitero francese (La Ferté-Saint-Cyr, n. 1872 - Parigi, † 1936)
- Daniel Cawdry, presbitero inglese (South Luffenham, n. 1588 - Wellingborough, † 1664)
- Daniel J. Harrington, presbitero, biblista e teologo statunitense (n. 1940 - † 2014)

## Procuratori sportivi(1)
- Daniel Fonseca, procuratore sportivo e ex calciatore uruguaiano (Montevideo, n. 1969)

## Produttori cinematografici(2)
- Daniel Lupi, produttore cinematografico britannico
- Daniel Toscan du Plantier, produttore cinematografico francese (Chambéry, n. 1941 - Berlino, † 2003)

## Produttori discografici(4)
- Dan the Automator, produttore discografico e musicista statunitense (San Francisco, n. 1967)
- D Mob, produttore discografico britannico (Stoke-on-Trent)
- Daniel Lanois, produttore discografico, chitarrista e cantautore canadese (Gatineau, n. 1951)
- Daniel Miller, produttore discografico britannico (Londra, n. 1951)

## Produttori teatrali(1)
- Daniel Frohman, produttore teatrale statunitense (Sandusky, n. 1871 - New York, † 1940)

## Produttori televisivi(2)
- Daniel Sackheim, produttore televisivo, regista e sceneggiatore statunitense (Los Angeles, n. 1962)
- Dan Schneider, produttore televisivo, sceneggiatore e attore statunitense (Memphis, n. 1966)

## Pseudoscienziati(1)
- Daniel David Palmer, pseudoscienziato canadese (Pickering, n. 1845 - Los Angeles, † 1913)

## Psichiatri(2)
- Daniel J. Siegel, psichiatra statunitense (n. 1957)
- Daniel Stern, psichiatra e psicoanalista statunitense (New York, n. 1934 - Ginevra, † 2012)

## Psicologi(5)
- Daniel Goldstein, psicologo statunitense (n. 1969)
- Daniel Goleman, psicologo, scrittore e giornalista statunitense (Stockton, n. 1946)
- Daniel Kahneman, psicologo israeliano (Tel Aviv, n. 1934 - Nunningen, † 2024)
- Daniel Levitin, psicologo statunitense (San Francisco, n. 1957)
- Daniel Schacter, psicologo statunitense (New York, n. 1952)

## Pugili(15)
- Daniel Asenov, pugile bulgaro (n. 1997)
- Daniel Bekker, pugile sudafricano (Dordrecht, n. 1932 - Pretoria, † 2009)
- Daniel Betti, ex pugile italiano (Foligno, n. 1978)
- Daniel Dubois, pugile britannico (Greenwich, n. 1997)
- Daniel Dumitrescu, pugile rumeno (Bucarest, n. 1968)
- Danny García, pugile statunitense (Filadelfia, n. 1988)
- Daniel Geale, pugile australiano (Launceston, n. 1981)
- Daniel Jacobs, pugile statunitense (Brownsville, n. 1987)
- Daniel Lomeli, pugile statunitense (Tepatitlan, n. 1985)
- Daniel Mendoza, pugile inglese (Londra, n. 1764 - Londra, † 1836)
- Daniel Petrov, ex pugile bulgaro (Varna, n. 1971)
- Daniel Ponce de León, pugile messicano (Cuauhtémoc, n. 1980)
- Daniel Santos, ex pugile portoricano (San Juan, n. 1975)
- Danny Williams, pugile inglese (Brixton, n. 1973)
- Daniel Zaragoza, ex pugile messicano (Città del Messico, n. 1957)

## Rapper(16)
- Daniel Adams-Ray, rapper e cantante keniota (Nairobi, n. 1983)
- Danny Brown, rapper statunitense (Detroit, n. 1981)
- Hush, rapper statunitense (Detroit, n. 1972)
- Termanology, rapper statunitense (Lawrence, n. 1982)
- Lilleman, rapper svedese (Sofielunds församling, n. 1986)
- Moka Only, rapper canadese (Langford, n. 1973)
- MF Doom, rapper e produttore discografico britannico (Hounslow, n. 1971 - Leeds, † 2020)
- D Smoke, rapper statunitense (Inglewood, n. 1985)
- Daniel Gibson, rapper e ex cestista statunitense (Houston, n. 1986)
- Gloria Groove, rapper, compositore e attore brasiliano (San Paolo, n. 1995)
- Kaydy Cain, rapper spagnolo (Madrid, n. 1990)
- Rels B, rapper spagnolo (Palma di Maiorca, n. 1993)
- 6ix9ine, rapper e cantautore statunitense (New York, n. 1996)
- Delaossa, rapper spagnolo (Malaga, n. 1993)
- Dani M, rapper e cantante svedese (Gävle Staffans församling, n. 1990)
- Dax, rapper canadese (St. John's, n. 1994)

## Registi(33)
- Daniel Adams, regista, sceneggiatore e produttore cinematografico statunitense (Boston, n. 1961)
- Dan Attias, regista e produttore televisivo statunitense (Los Angeles, n. 1951)
- Daniel Barber, regista britannico (Londra, n. 1965)
- Daniel Barnz, regista e sceneggiatore statunitense (Filadelfia, n. 1970)
- Daniel Benmayor, regista e sceneggiatore spagnolo (Jersey City, n. 1978)
- Daniel Bergman, regista e sceneggiatore svedese (Danderyd, n. 1962)
- Danny Boyle, regista, produttore cinematografico e sceneggiatore britannico (Manchester, n. 1956)
- Daniel Burman, regista cinematografico, sceneggiatore e produttore cinematografico argentino (Buenos Aires, n. 1973)
- Daniel Calparsoro, regista e sceneggiatore spagnolo (Barcellona, n. 1968)
- Daniel Cloud Campos, regista, attore e ballerino statunitense (Adel, n. 1983)
- Daniel Chong, regista, sceneggiatore e animatore statunitense (Fargo, n. 1978)
- Daniel Mann, regista statunitense (Brooklyn, n. 1912 - Los Angeles, † 1991)
- Daniel Dangl, regista, sceneggiatore e attore slovacco (Bratislava, n. 1975)
- Daniel Lind Lagerlöf, regista svedese (Stoccolma, n. 1969 - Tanumshede, † 2011)
- Daniel Junge, regista statunitense (Cheyenne)
- Daniel Kwan, regista, sceneggiatore e produttore cinematografico statunitense (Westborough, n. 1988)
- Daniel Minahan, regista e sceneggiatore statunitense (Danbury, n. 1962)
- Daniel Monzón, regista, sceneggiatore e attore spagnolo (Palma di Maiorca, n. 1968)
- Daniel Myrick, regista, sceneggiatore e produttore cinematografico statunitense (Sarasota, n. 1963)
- Daniel Petrie, regista canadese (Glace Bay, n. 1920 - Los Angeles, † 2004)
- Dan Povenmire, regista, attore e doppiatore statunitense (Mobile, n. 1963)
- Daniel Roher, regista e sceneggiatore canadese (Ontario, n. 1993)
- Daniel Sánchez Arévalo, regista e scrittore spagnolo (Madrid, n. 1970)
- Daniel Scheinert, regista, sceneggiatore e produttore cinematografico statunitense (Birmingham, n. 1987)
- Daniel Schmid, regista svizzero (Flims, n. 1941 - Flims, † 2006)
- Daniel Stieglitz, regista cinematografico, sceneggiatore e illustratore tedesco (Cham, n. 1980)
- Daniel Syrkin, regista e sceneggiatore israeliano (Mosca, n. 1971)
- Daniel Taradash, regista e sceneggiatore statunitense (Louisville, n. 1913 - Los Angeles, † 2003)
- Daniel Vega Vidal, regista peruviano (Lima)
- Daniel Vigne, regista e sceneggiatore francese (Moulins, n. 1942)
- Danny Wallace, regista, comico e autore televisivo britannico (Dundee, n. 1976)
- Daniel Taye Workou, regista tedesco (Berlino, n. 1969)
- Daniel Zirilli, regista e produttore cinematografico statunitense (Chicago, n. 1965 - San Diego, † 2024)

## Registi teatrali(2)
- Daniel Aukin, regista teatrale statunitense (Londra, n. 1970)
- Daniel J. Sullivan, regista teatrale statunitense (Wray, n. 1940)

## Religiosi(1)
- Daniel Tilenus, religioso e teologo tedesco (Goldberg, n. 1563 - Parigi, † 1633)

## Rugbisti a 13(1)
- Daniel Conn, rugbista a 13 e modello australiano (Goolma, n. 1986)

## Rugbisti a 15(24)
- Dan Biggar, rugbista a 15 britannico (Swansea, n. 1989)
- Daniel Bowden, rugbista a 15 neozelandese (Auckland, n. 1986)
- Daniel Braid, ex rugbista a 15 e allenatore di rugby a 15 neozelandese (Tauranga, n. 1981)
- Tony Buckley, ex rugbista a 15 irlandese (Cork, n. 1980)
- Danny Care, rugbista a 15 inglese (Leeds, n. 1987)
- Dan Carter, ex rugbista a 15 neozelandese (Christchurch, n. 1982)
- Danny Cipriani, rugbista a 15 britannico (Londra, n. 1987)
- Danie Coetzee, ex rugbista a 15 sudafricano (Harrismith, n. 1977)
- Dan Cole, rugbista a 15 britannico (Leicester, n. 1987)
- Dan Crowley, ex rugbista a 15 e investigatore australiano (Brisbane, n. 1965)
- Daniel Dubroca, ex rugbista a 15, allenatore di rugby a 15 e dirigente sportivo francese (Aiguillon, n. 1954)
- Daniel Farani, ex rugbista a 15 neozelandese (Wellington, n. 1977)
- Danie Gerber, ex rugbista a 15 e allenatore di rugby a 15 sudafricano (Port Elizabeth, n. 1958)
- Danny Grewcock, ex rugbista a 15 britannico (Coventry, n. 1972)
- Daniel Herbert, ex rugbista a 15 e dirigente sportivo australiano (Brisbane, n. 1974)
- Dan Hipkiss, rugbista a 15 britannico (Ipswich, n. 1982)
- Daniel Hourcade, ex rugbista a 15 e allenatore di rugby a 15 argentino (San Miguel de Tucumán, n. 1958)
- Dan Luger, ex rugbista a 15 britannico (Londra, n. 1975)
- DTH van der Merwe, rugbista a 15 sudafricano (Worcester, n. 1986)
- Dan Palmer, rugbista a 15 e allenatore di rugby a 15 australiano (Shellharbour, n. 1988)
- Dan Parks, ex rugbista a 15 australiano (Hornsby, n. 1978)
- Duane Vermeulen, ex rugbista a 15 sudafricano (Nelspruit, n. 1986)
- Daniel Vickerman, rugbista a 15 australiano (Città del Capo, n. 1979 - Sydney, † 2017)
- Dan Yakopo, rugbista a 15 e rugbista a 7 australiano (Suva, n. 1988)

## Saggisti(1)
- Daniel Yergin, saggista e economista statunitense (Los Angeles, n. 1947)

## Saltatori con gli sci(4)
- Daniel Andrei Cacina, saltatore con gli sci rumeno (Brașov, n. 2001)
- Daniel Forfang, ex saltatore con gli sci norvegese (Tromsø, n. 1979)
- Daniel Huber, saltatore con gli sci austriaco (Salisburgo, n. 1993)
- Daniel Tschofenig, saltatore con gli sci austriaco (Villaco, n. 2002)

## Sassofonisti(2)
- Daniel Carter, sassofonista, flautista e clarinettista statunitense (Wilkinsburg, n. 1945)
- Danny Flores, sassofonista e compositore statunitense (Santa Paula, n. 1929 - Huntingon Beach, † 2006)

## Scacchisti(9)
- Daniel Cámpora, scacchista argentino (San Nicolás, n. 1957)
- Daniel Dardha, scacchista belga (Mortsel, n. 2005)
- Daniel Fridman, scacchista lettone (Riga, n. 1976)
- Daniel Gormally, scacchista britannico (South Shields, n. 1976)
- Daniel Harrwitz, scacchista tedesco (Breslavia, n. 1821 - Bolzano, † 1884)
- Daniel King, scacchista inglese (Beckenham, n. 1963)
- Daniel Yarnton Mills, scacchista scozzese (Stroud, n. 1846 - Londra, † 1904)
- Daniel Naroditsky, scacchista statunitense (San Mateo, n. 1995)
- Daniel Yanofsky, scacchista e avvocato canadese (Brody, n. 1925 - Winnipeg, † 2000)

## Sceneggiatori(9)
- Daniel Farrands, sceneggiatore, produttore cinematografico e regista statunitense (Providence, n. 1969)
- Daniel Gerson, sceneggiatore e doppiatore statunitense (New York, n. 1966 - Los Angeles, † 2016)
- Dan Gilroy, sceneggiatore e regista statunitense (Santa Monica, n. 1959)
- Danny McBride, sceneggiatore e attore statunitense
- Dan O'Bannon, sceneggiatore e effettista statunitense (Saint Louis, n. 1946 - Los Angeles, † 2009)
- Daniel Palladino, sceneggiatore e produttore televisivo statunitense (n. 1960)
- Daniel Pyne, sceneggiatore statunitense (Oak Park, n. 1955)
- Daniel Waters, sceneggiatore e regista statunitense (Cleveland, n. 1962)
- D. B. Weiss, sceneggiatore e scrittore statunitense (Chicago, n. 1971)

## Scenografi(2)
- Daniel B. Cathcart, scenografo statunitense (Boise, n. 1906 - Los Angeles, † 1959)
- Daniel A. Lomino, scenografo e direttore artistico statunitense

## Schermidori(12)
- Daniel Cantillon, ex schermidore statunitense (Cleveland, n. 1945)
- Daniel Dagallier, ex schermidore francese (Trévoux, n. 1926)
- Daniel Giger, ex schermidore svizzero (n. 1949)
- Daniel Grigore, ex schermidore rumeno (Brașov, n. 1969)
- Daniel Gómez, schermidore messicano (Città del Messico, n. 1990)
- Daniel Jérent, schermidore francese (Saint-Claude, n. 1991)
- Dan Kellner, schermidore statunitense (Livingston, n. 1976)
- Dan Nowosielski, ex schermidore canadese (Montréal, n. 1966)
- Daniel Perreault, ex schermidore canadese (Dolbeau, n. 1961)
- Daniel Revenu, schermidore francese (Issoudun, n. 1942 - Melun, † 2024)
- Daniel Sande, schermidore argentino (Buenos Aires, n. 1916)
- Daniel Strigel, schermidore tedesco (Mannheim, n. 1975)

## Sciatori alpini(18)
- Daniel Albrecht, ex sciatore alpino svizzero (Fiesch, n. 1983)
- Daniel Brunner, ex sciatore alpino svizzero (n. 1970)
- Daniel Caduff, ex sciatore alpino svizzero (n. 1968)
- Daniel Danklmaier, sciatore alpino austriaco (n. 1993)
- Daniel Défago, ex sciatore alpino svizzero (n. 1980)
- Daniel Ericsson, ex sciatore alpino svedese (n. 1987)
- Daniel Fontaine, ex sciatore alpino francese (n. 1960)
- Daniel Hemetsberger, sciatore alpino austriaco (Vöcklabruck, n. 1991)
- Daniel Mahrer, ex sciatore alpino svizzero (Coira, n. 1962)
- Daniel Meier, ex sciatore alpino austriaco (n. 1993)
- Daniel Moar, ex sciatore alpino canadese (n. 1965)
- Daniel Mougel, ex sciatore alpino francese (Cornimont, n. 1957)
- Daniel Runggaldier, ex sciatore alpino italiano (n. 1973)
- Daniel Steding, ex sciatore alpino svedese (n. 1992)
- Dan Stripp, ex sciatore alpino statunitense (n. 1961)
- Daniel Uznik, ex sciatore alpino austriaco (n. 1977)
- Daniel Yule, sciatore alpino svizzero (Martigny, n. 1993)
- Daniel Züger, ex sciatore alpino svizzero (Galgenen, n. 1979)

## Sciatori freestyle(1)
- Daniel Bacher, sciatore freestyle austriaco (Innsbruck, n. 2004)

## Scrittori(37)
- Daniel Alarcón, scrittore peruviano (Lima, n. 1977)
- Dan Andersson, scrittore e poeta svedese (Ludvika, n. 1888 - Stoccolma, † 1920)
- Daniel Boulanger, scrittore, drammaturgo e poeta francese (Compiègne, n. 1922 - Senlis, † 2014)
- Dan Brown, scrittore statunitense (Exeter, n. 1964)
- Daniel James Brown, scrittore statunitense (Berkeley, n. 1951)
- Daniel Chavarría, scrittore e rivoluzionario uruguaiano (San José de Mayo, n. 1933 - L'Avana, † 2018)
- Daniel Defoe, scrittore e giornalista britannico (Stoke Newington, n. 1660 - Moorfields, † 1731)
- Daniel Estulin, scrittore lituano (Vilnius, n. 1966)
- Daniel Ferreira, scrittore colombiano (San Vicente de Chucurí, n. 1981)
- Daniel Fishman, scrittore e saggista italiano (Bradford, n. 1961)
- Daniel Goldhagen, scrittore statunitense (Boston, n. 1959)
- Daniel Handler, scrittore e sceneggiatore statunitense (San Francisco, n. 1970)
- Daniel Herrendorf, scrittore, saggista e filosofo argentino (Buenos Aires, n. 1965)
- Daniel Kehlmann, scrittore austriaco (Monaco di Baviera, n. 1975)
- Daniel Gabriel Lichard, scrittore, insegnante e giornalista slovacco (Slovenská Ľupča, n. 1812 - Skalica, † 1882)
- Daniel Mainwaring, scrittore e sceneggiatore statunitense (Oakland, n. 1902 - Los Angeles, † 1977)
- Daniel P. Mannix, scrittore statunitense (Filadelfia, n. 1911 - Malvern, † 1997)
- Daniel Mason, scrittore statunitense (Palo Alto, n. 1976)
- Daniel Mendelsohn, scrittore, grecista e saggista statunitense (Long Island, n. 1960)
- Daniel Odier, scrittore e saggista svizzero (Ginevra, n. 1945)
- Daniel Owen, scrittore gallese (Mold, n. 1836 - Mold, † 1895)
- Daniel Pennac, scrittore e docente francese (Casablanca, n. 1944)
- Daniel Picouly, scrittore e fumettista francese (Villemomble, n. 1948)
- Daniel Quinn, scrittore statunitense (Omaha, n. 1935 - Houston, † 2018)
- Daniel Rojas Pachas, scrittore e editore cileno (Lima, n. 1983)
- Daniel Rondeau, scrittore, giornalista e diplomatico francese (Le Mesnil-sur-Oger, n. 1948)
- Daniel Rothman, scrittore e drammaturgo tedesco (Dresda, n. 1929 - Berlino Est, † 1963)
- Daniel Sada, scrittore e poeta messicano (Mexicali, n. 1953 - Città del Messico, † 2011)
- Daniel Silva, scrittore statunitense (Detroit, n. 1960)
- Daniel Speck, scrittore, sceneggiatore e docente tedesco (Monaco di Baviera, n. 1969)
- Daniel Tammet, scrittore britannico (Londra, n. 1979)
- Daniel Wallace, scrittore statunitense (Birmingham, n. 1959)
- Daniel Warren Johnson, scrittore, disegnatore e illustratore statunitense (Stati Uniti, n. 1987)
- Daniel Evan Weiss, scrittore statunitense (New York, n. 1953)
- Daniel H. Wilson, scrittore statunitense (Tulsa, n. 1978)
- Daniel Woodrell, scrittore statunitense (Springfield, n. 1953)
- Daniel Zahno, scrittore svizzero (Basilea, n. 1963)

## Scrittori di fantascienza(3)
- Daniel F. Galouye, scrittore di fantascienza statunitense (New Orleans, n. 1920 - New Orleans, † 1976)
- James S. A. Corey, scrittore di fantascienza statunitense (Albuquerque, n. 1969)
- Daniel Keyes, autore di fantascienza statunitense (Brooklyn, n. 1927 - Boca Raton, † 2014)

## Scultori(2)
- Daniel Chester French, scultore statunitense (Exeter, n. 1850 - Stockbridge, † 1931)
- Dani Karavan, scultore, pittore e coreografo israeliano (Tel Aviv, n. 1930 - Tel Aviv, † 2021)

## Slittinisti(2)
- Daniel Gruber, slittinista italiano (Malles Venosta, n. 2002)
- Daniel Pfister, slittinista austriaco (Schwaz, n. 1986)

## Snowboarder(1)
- Daniel Kass, snowboarder statunitense (Pequannock, n. 1982)

## Sociologi(1)
- Daniel Bell, sociologo statunitense (New York, n. 1919 - Cambridge, † 2011)

## Sollevatori(4)
- Daniel Gevargiz, sollevatore iraniano (Urmia, n. 1940 - Teheran, † 2020)
- Daniel Godelli, sollevatore albanese (Peqin, n. 1992)
- Daniel Núñez, ex sollevatore cubano (Santiago di Cuba, n. 1958)
- Daniel Senet, ex sollevatore francese (Amiens, n. 1953)

## Sportivi(1)
- Daniel Ilabaca, sportivo inglese (Moreton, n. 1988)

## Stilisti(2)
- Daniel Hechter, stilista e imprenditore francese (Parigi, n. 1938)
- Daniel Lee, stilista britannico (Bradford, n. 1986)

## Storici(6)
- Daniel J. Boorstin, storico, docente e saggista statunitense (Atlanta, n. 1914 - † 2004)
- Daniel Guérin, storico e politico francese (Parigi, n. 1904 - Suresnes, † 1988)
- Daniel Halévy, storico e saggista francese (Parigi, n. 1872 - Parigi, † 1962)
- Daniel Panzac, storico e orientalista francese (Lilla, n. 1933 - Aix-en-Provence, † 2012)
- Daniel Rapant, storico e archivista slovacco (Holíč, n. 1897 - Bratislava, † 1988)
- Daniel Philip Waley, storico inglese (n. 1921 - † 2017)

## Storici dell'architettura(1)
- Daniel Krencker, storico dell'architettura e archeologo tedesco (Andolsheim, n. 1874 - Berlino, † 1941)

## Storici dell'arte(1)
- Daniel Arasse, storico dell'arte francese (Algeri, n. 1944 - Parigi, † 2003)

## Storici delle religioni(1)
- Daniel Boyarin, storico delle religioni statunitense (Asbury Park, n. 1946)

## Stuntman(1)
- Dan Bradley, stuntman e regista statunitense

## Taekwondoka(2)
- Daniel Quesada Barrera, taekwondoka spagnolo (Barcellona, n. 1995)
- Daniel Ros Gómez, taekwondoka spagnolo (Alicante, n. 1993)

## Tastieristi(1)
- Danny Federici, tastierista e organista statunitense (Flemington, n. 1950 - New York, † 2008)

## Tennisti(13)
- Daniel Altmaier, tennista tedesco (Kempen, n. 1998)
- Daniel Brands, ex tennista tedesco (Deggendorf, n. 1987)
- Daniel Contet, tennista francese (Le Raincy, n. 1943 - Villeneuve-Loubet, † 2018)
- Daniel Elsner, ex tennista tedesco (Memmingerberg, n. 1979)
- Daniel Evans, tennista britannico (Birmingham, n. 1990)
- Daniel Elahi Galán, tennista colombiano (Bucaramanga, n. 1996)
- Daniel King-Turner, ex tennista neozelandese (Nelson, n. 1984)
- Daniel Köllerer, ex tennista austriaco (Wels, n. 1983)
- Daniel Masur, tennista tedesco (Bückeburg, n. 1994)
- Daniel Melo, ex tennista brasiliano (Belo Horizonte, n. 1977)
- Daniel Muñoz de la Nava, ex tennista spagnolo (Madrid, n. 1982)
- Daniel Nestor, ex tennista canadese (Belgrado, n. 1972)
- Daniel Vacek, ex tennista ceco (Praga, n. 1971)

## Teologi(3)
- Daniel Featley, teologo inglese (Charlton-upon-Otmoor, n. 1582 - Chelsea, † 1645)
- Daniel Ernst Jablonski, teologo tedesco (Nassenhuben, n. 1660 - Berlino, † 1741)
- Daniel Whitby, teologo e biblista britannico (Rushden, n. 1638 - † 1726)

## Tipografi(2)
- Daniel Bomberg, tipografo e mercante d'arte fiammingo (Anversa - Venezia, † 1549)
- Daniel Adam z Veleslavína, tipografo e letterato ceco (Praga, n. 1546 - Praga, † 1599)

## Tiratori a segno(1)
- Daniel Lowe, tiratore a segno statunitense (Olympia, n. 1992)

## Tiratori di fune(1)
- Daniel Lowey, tiratore di fune britannico (Ramsey, n. 1878 - Liverpool, † 1951)

## Triatleti(3)
- Daniel Antonioli, triatleta italiano (Tirano, n. 1982)
- Daniel Fontana, triatleta argentino (General Roca, n. 1975)
- Daniel Unger, triatleta tedesco (Ravensburg, n. 1978)

## Tuffatori(3)
- Daniel Goodfellow, tuffatore britannico (Cambridge, n. 1996)
- Daniel Jensen, tuffatore norvegese (n. 1996)
- Daniel Restrepo, tuffatore colombiano (n. 2000)

## Velocisti(8)
- Daniel Bailey, velocista antiguo-barbudano (Saint John's, n. 1986)
- Daniel Caines, ex velocista britannico (Solihull, n. 1979)
- Daniel Dąbrowski, velocista polacco (Łódź, n. 1983)
- Danny Everett, ex velocista statunitense (Van Alstyne, n. 1966)
- Daniel Philimon, velocista vanuatuano (n. 1995)
- Daniel Rudisha, velocista keniota (Kilgoris, n. 1945 - Nakuru, † 2019)
- Daniel Sangouma, ex velocista francese (Saint-Denis, n. 1965)
- Daniel Talbot, velocista britannico (Trowbridge, n. 1991)

## Vescovi(1)
- Daniel Dolan, vescovo statunitense (Detroit, n. 1951 - West Chester, † 2022)

## Vescovi cattolici(14)
- Daniel Delany, vescovo cattolico irlandese (Paddock, n. 1747 - Tullow, † 1814)
- Daniel Llorente y Federico, vescovo cattolico spagnolo (Valladolid, n. 1883 - † 1971)
- Daniel John Felton, vescovo cattolico statunitense (Portsmouth, n. 1955)
- Daniel Fernández Torres, vescovo cattolico portoricano (Chicago, n. 1964)
- Daniel Ernest Flores, vescovo cattolico statunitense (Palacios, n. 1961)
- Daniel Elias Garcia, vescovo cattolico statunitense (Cameron, n. 1960)
- Daniel Robert Jenky, vescovo cattolico statunitense (Chicago, n. 1947)
- Daniel Mizonzo, vescovo cattolico della Repubblica del Congo (Nzaou-Mouyondzi, n. 1953)
- Daniel Henry Mueggenborg, vescovo cattolico statunitense (Okarche, n. 1962)
- Daniel Palau Valero, vescovo cattolico spagnolo (Barcellona, n. 1972)
- Daniel Leo Ryan, vescovo cattolico statunitense (Mankato, n. 1930 - Naperville, † 2015)
- Daniel Edward Thomas, vescovo cattolico statunitense (Filadelfia, n. 1959)
- Daniel Francis Walsh, vescovo cattolico statunitense (San Francisco, n. 1937)
- Daniel Zen, vescovo cattolico austriaco (Vigo di Fassa, n. 1584 - Bressanone, † 1628)

## Veterinari(1)
- Daniel Elmer Salmon, veterinario e chirurgo statunitense (Mount Olive, n. 1850 - Butte, † 1914)

## Violinisti(3)
- Daniel Heifetz, violinista statunitense (Kansas City, n. 1948)
- Daniel Hope, violinista sudafricano (Durban, n. 1973)
- Daniel Kobialka, violinista e compositore statunitense (Lynn, n. 1943 - † 2021)

## Wrestler(9)
- Austin Aries, wrestler statunitense (Milwaukee, n. 1978)
- Danny Basham, ex wrestler statunitense (Seymour, n. 1977)
- Christopher Daniels, ex wrestler statunitense (Kalamazoo, n. 1970)
- Short Sleeve Sampson, wrestler statunitense (Warwick, n. 1973)
- Daniel Hodge, wrestler e lottatore statunitense (Perry, n. 1932 - Perry, † 2020)
- El Satánico, wrestler messicano (Guadalajara, n. 1949)
- Dan Spivey, ex wrestler statunitense (Tampa, n. 1952)
- Super Dragon, wrestler statunitense (Contea di Orange, n. 1975)
- Xyon Quinn, wrestler e ex rugbista a 13 australiano (Brisbane, n. 1990)

## Zoologi(2)
- Daniel Giraud Elliot, zoologo statunitense (New York, n. 1835 - New York, † 1915)
- Daniel Frederik Eschricht, zoologo, fisiologo e anatomista danese (Copenaghen, n. 1798 - † 1863)

## Senza attività specificata(10)
- Daniel Alcides Carrión, peruviano (Cerro de Pasco, n. 1857 - Lima, † 1885)
- Daniel Franck, ex snowboarder norvegese (n. 1974)
- Daniel Dunglas Home, scozzese (n. 1833 - † 1886)
- Dan Iuga, ex tiratore a segno rumeno (Târgu Ocna, n. 1945)
- Daniel Joseph Kelly O'Connell, sismologo, astronomo e gesuita irlandese (Rugby, n. 1896 - Roma, † 1982)
- Clive Rowlands, allenatore di rugby a 15 e rugbista a 15 gallese (Cwmtwrch, n. 1938 - Swansea, † 2023)
- Dan Sudick, effettista statunitense
- Daniel Trenton, ex taekwondoka australiano (Melbourne, n. 1977)
- Danie de Villiers, allenatore di rugby a 15 sudafricano (Città del Capo, n. 1972)
- Daniel Zamudio, cileno (Santiago del Cile, n. 1987 - Santiago del Cile, † 2012)